# Bohuslav Suchánek

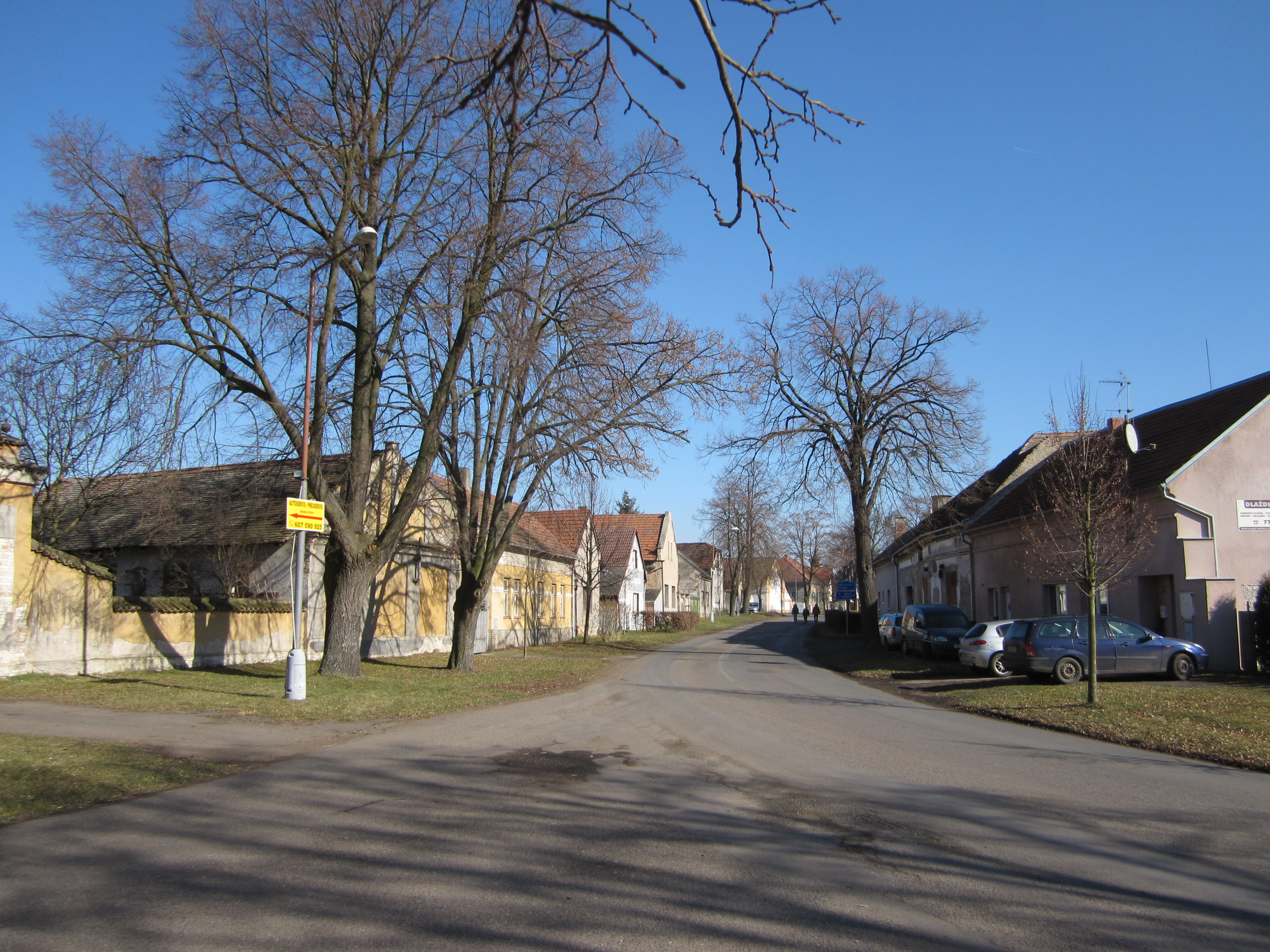
Kouty u Poděbrad (2014)

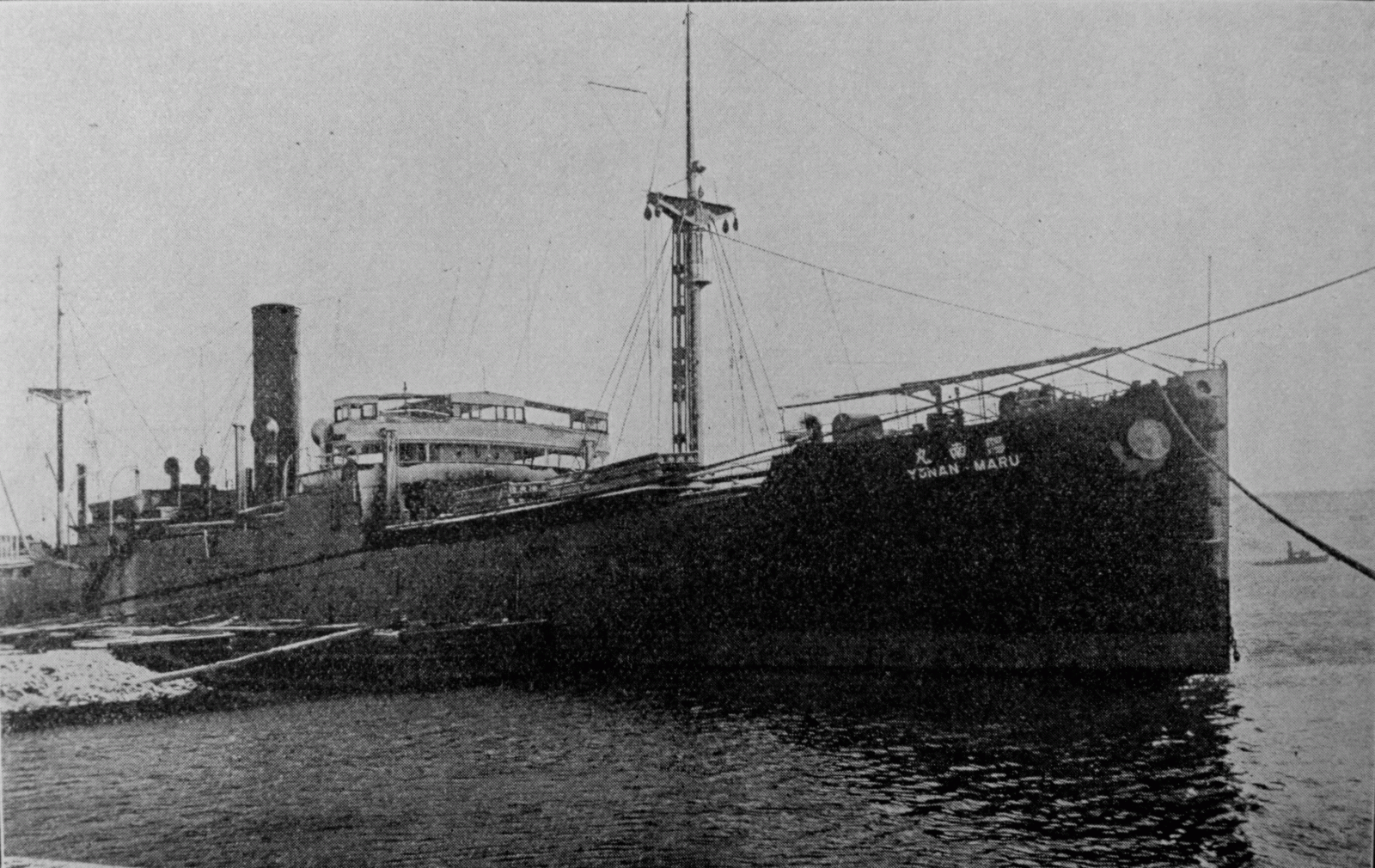
Japonská loď Yonan Maru (Yonan-Maru, Jonan Maru) realizující v pořadí 13. transport čs. legionářů z Vladivostoku do Terstu. Na tomto plavidle pobýval Bohuslav Suchánek od 9. prosince 1919 do 27. ledna 1920

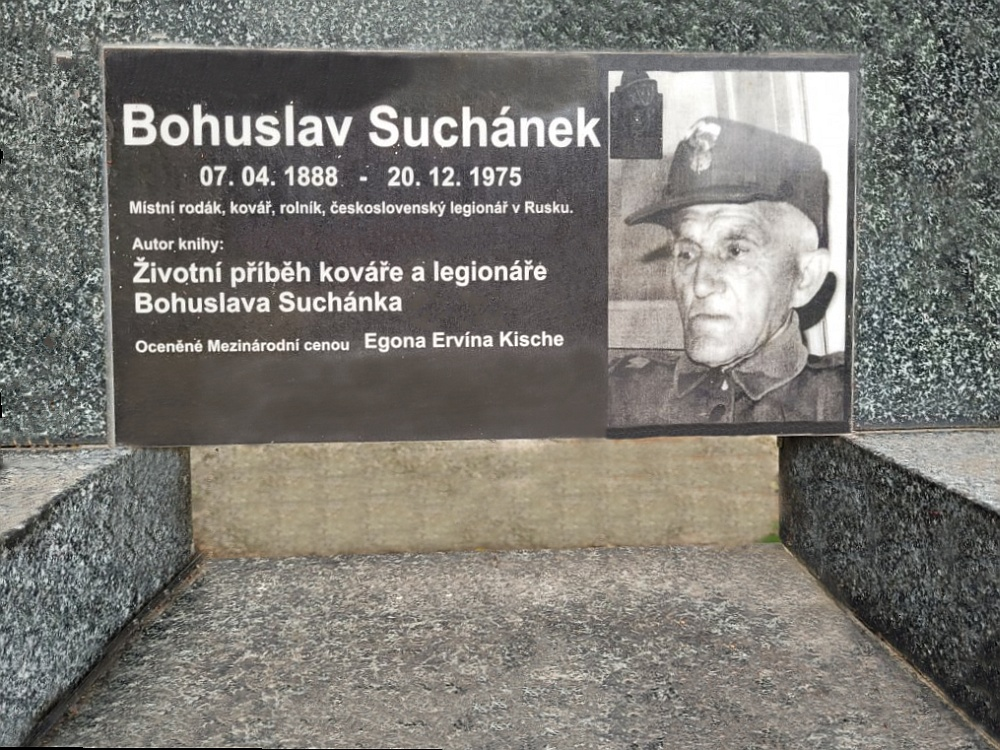
Hrob Bohuslava Suchánka na hřbitově v Koutech u Poděbrad

Bohuslav Suchánek (7. dubna 1888 Kouty, okres Poděbrady – 20. prosince 1975 Kouty) byl kovář, čs. legionář na Rusi, rolník a autor oceněných legionářských vzpomínek.

## Život

### První světová válka
V rakouskou-uherské armádě absolvoval prezenční službu u 36. pěšího pluku. V době zajetí (7. června 1916, Luck) sloužil v hodnosti vojína u 18. pěšího pluku. Přihlášku do řad příslušníků čs. legií na Rusi podal 15. června 1916 v Darnici a následně byl (6. července 1916) zařazen v hodnosti vojína do 1. střeleckého pluku. Účastník bitvy u Zborova (1. pluk, Hanty). Do vlasti se dostal spolu se 13. lodním transportem na japonské lodi Yonan Maru plavbou z Vladivostoku (odplutí 9. prosince 1919) do Terstu (přistání 27. ledna 2020). Československé legie opustil (byl demobilizován) k datu 7. června 1920 jako desátník 1. střeleckého pluku.

### Po první světové válce
V období mezi světovými válkami (1918 až 1938) se živil jako kovář a rolník. Byl evidován v Československé obci legionářské (ČsOL, pobočka Poděbrady). Ke konci druhé světové války byl od 20. ledna 1945 do 5. května 1945 vězněn v Malé pevnosti Terezín.

### Memoáry
Bohuslav Suchánek sepsal svoje vzpomínky na čtyři roky strávené v bojích v řadách čs. legionářů na Rusi (včetně bitvy u Zborova a sibiřské anabáze) až v době, kdy odešel do starobního důchodu. Po létech tyto paměti přepsal Suchánkův pravnuk Slavomír Holý. Zároveň požádal historika Františka Dudka, aby memoáry doplnil komentáři, vsuvkami, vysvětlivkami a dobovými reáliemi. Téměř třísetstránková publikace byla vydána v roce 2017 (v nymburském nakladatelství Vega-L Ivana Ulrycha) pod názvem Životní příběh kováře a legionáře Bohuslava Suchánka. Slavnostního křtu této publikace se účastnili i Suchánkovi vnuci František Holý a Bohuslav Holý. Kniha získala mezinárodní cenu Egona Ervína Kische.
Bohuslav Suchánek zemřel 20. prosince 1975 v Koutech a byl pohřben na místním hřbitově v Koutech. Na jeho hrobě je nápis: Bohuslav Suchánek / 07.04.1888 - 20.12.1975 / Místní rodák, kovář, rolník, československý legionář v Rusku.